# Dirk Hilbert
Dirk Hilbert (* 23. října 1971 Drážďany) je německý politik, člen Svobodné demokratické strany (FDP) aktuální primátor Drážďan, hlavního města Saska, po rezignaci Helmy Oroszové (CDU) v roce 2015.

## Životopis
Hilbert od roku 1992 studoval průmyslové inženýrství na Technické univerzitě v Drážďanech a promoval v roce 1998.
Od roku 1998 do roku 2000 působil jako správní rada v Německém centru letectví a kosmonautiky v Kolíně nad Rýnem, poté v oblasti řízení rizik ve společnosti CargoLifter v Krausnick-Groß Wasserburg. Od roku 1997 byl Hilbert také obchodním manažerem festivalu Karla Maye v Radebeulu a několika dráž̥ďanských festivalů.
V roce 2001 přivedl nově zvolený starosta Ingolf Roßberg (FDP) certifikovaného specialistu na projektový management do drážďanské městské správy, v roce 2001 se stal náměstkem pro ekonomiku hlavního města Drážďany.
Od prosince 2008 byl zástupcem primátorky Helmy Oroszové a od února 2011 do 1. března 2012 převzal její povinnosti z důvodu nemoci. V roce 2015 po rezignaci Oroszové se stal primátorem Dráž̥ďan.
Během volební kampaně bylo jeho členství v FDP pozastaveno a Hilbert se objevil jako kandidát, kterého navrhlo sdružení Nezávislí občané pro Drážďany. S 31,7 % hlasů se umístil na druhém místě za saskou ministryní vědy Evou-Marií Stangeovou (SPD), ale před Markusem Ulbigem z dříve vládnoucí CDU. Do druhého kola kandidáti CDU, AfD i Tatjana Festerling z hnutí Pegida doporučili volbu Hilberta, zatímco Stangeovou podporovali zelení, levice a piráti. Hilbert vyhrál druhé kolo hlasování 5. července 2015 s 54,2 % platných hlasů při účasti 42,7 %. Své sedmileté funkčního období začal 3. září 2015.
Hilbert je ženatý a má syna.